# Volkmarsen

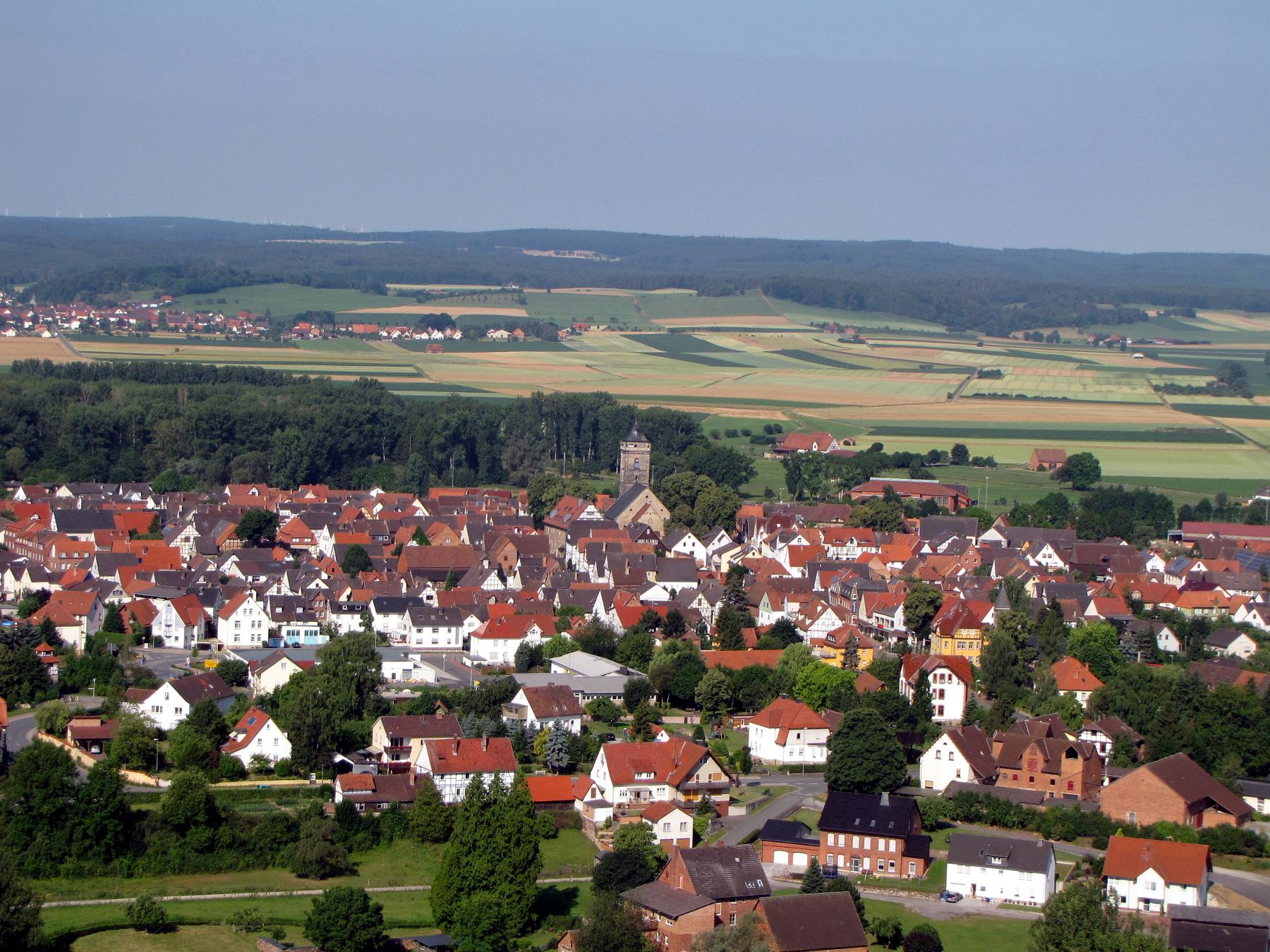
Volkmarsen von der Kugelsburg aus fotografiert

Volkmarsen ist eine Kleinstadt im nordhessischen Landkreis Waldeck-Frankenberg.

## Geografie

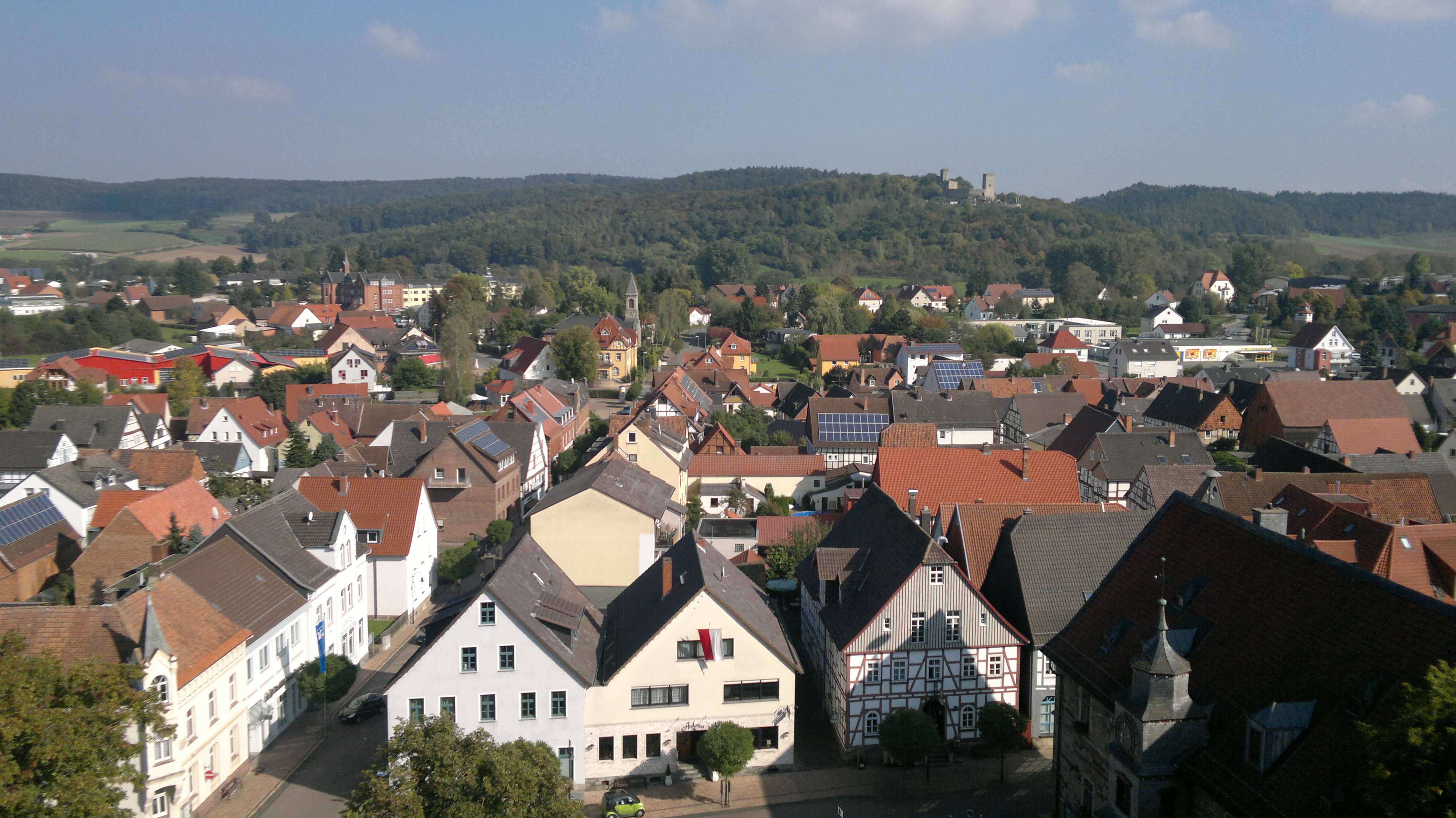
Blick über die Stadt zur Kugelsburg

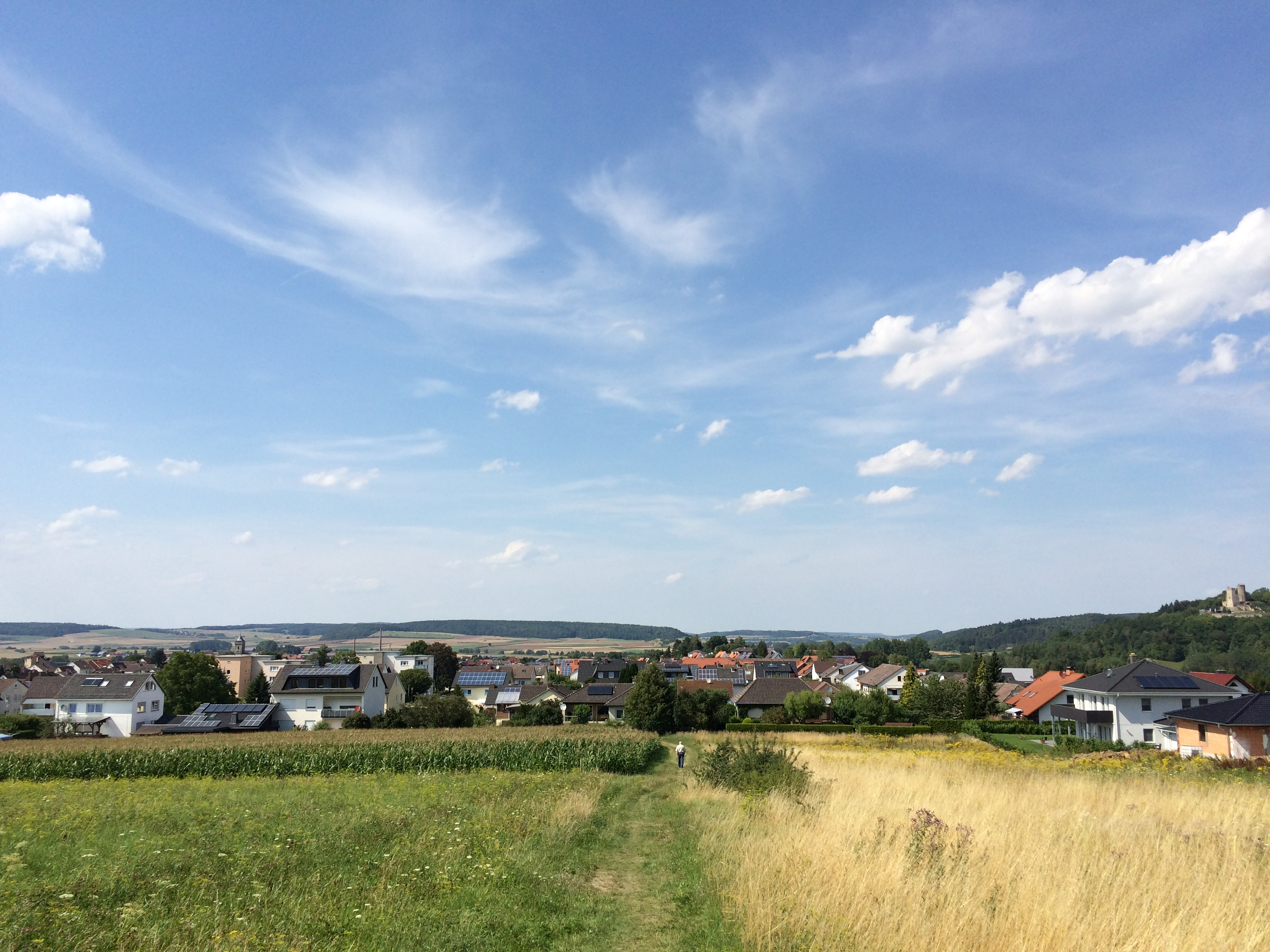
Volkmarsen und Kugelsburg

### Lage
Volkmarsen liegt in Nordhessen, rund 28 km (Luftlinie) westnordwestlich von Kassel am Nordrand des Waldecker Tafellands und an dessen Abflachung zum Diemeltal hin. Der Naturpark Habichtswald befindet sich östlich der Stadt.
Durchflossen bzw. tangiert wird Volkmarsen vom Diemel-Zufluss Twiste im Westen, in die südwestlich der Kernstadt die Watter und nördlich die Wande und die östlich verlaufende Erpe münden. Neun Bäche durchziehen die Gemarkung der Gemeinde, ehe ihr Wasser über die Twiste in die Diemel geführt wird. Ein von der Twiste abgeleiteter Kanal als zusätzlicher Schutz vor den Stadtmauern ist noch heute im Westbereich der Altstadt als „Mühlengraben“ zu sehen.

### Nachbargemeinden
Volkmarsen grenzt im Norden an die Stadt Warburg (Kreis Höxter in Nordrhein-Westfalen), im Osten an die Gemeinde Breuna und die Stadt Wolfhagen (beide Landkreis Kassel), im Süden und Westen an die Stadt Bad Arolsen, sowie im Nordwesten an die Stadt Diemelstadt (beide im Landkreis Waldeck-Frankenberg).

### Stadtgliederung
Zu Volkmarsen gehören neben der namengebenden Stadt Volkmarsen die Ortsteile Ehringen, Herbsen, Hörle, Külte und Lütersheim mit dem Naturdenkmal Hollenkammer.

## Geschichte

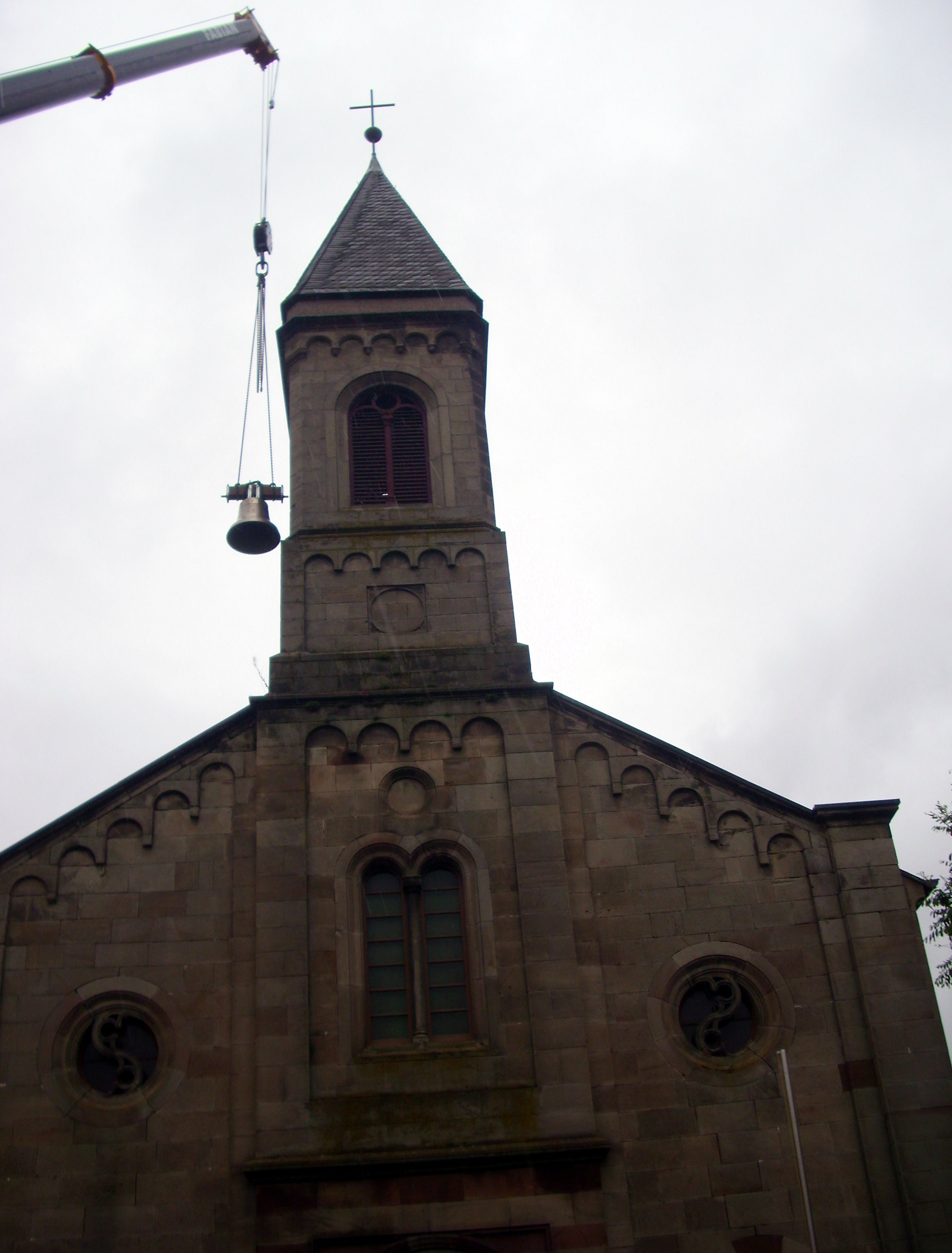
Die evangelische Kirche erhält neue Bronzeglocken, 2010

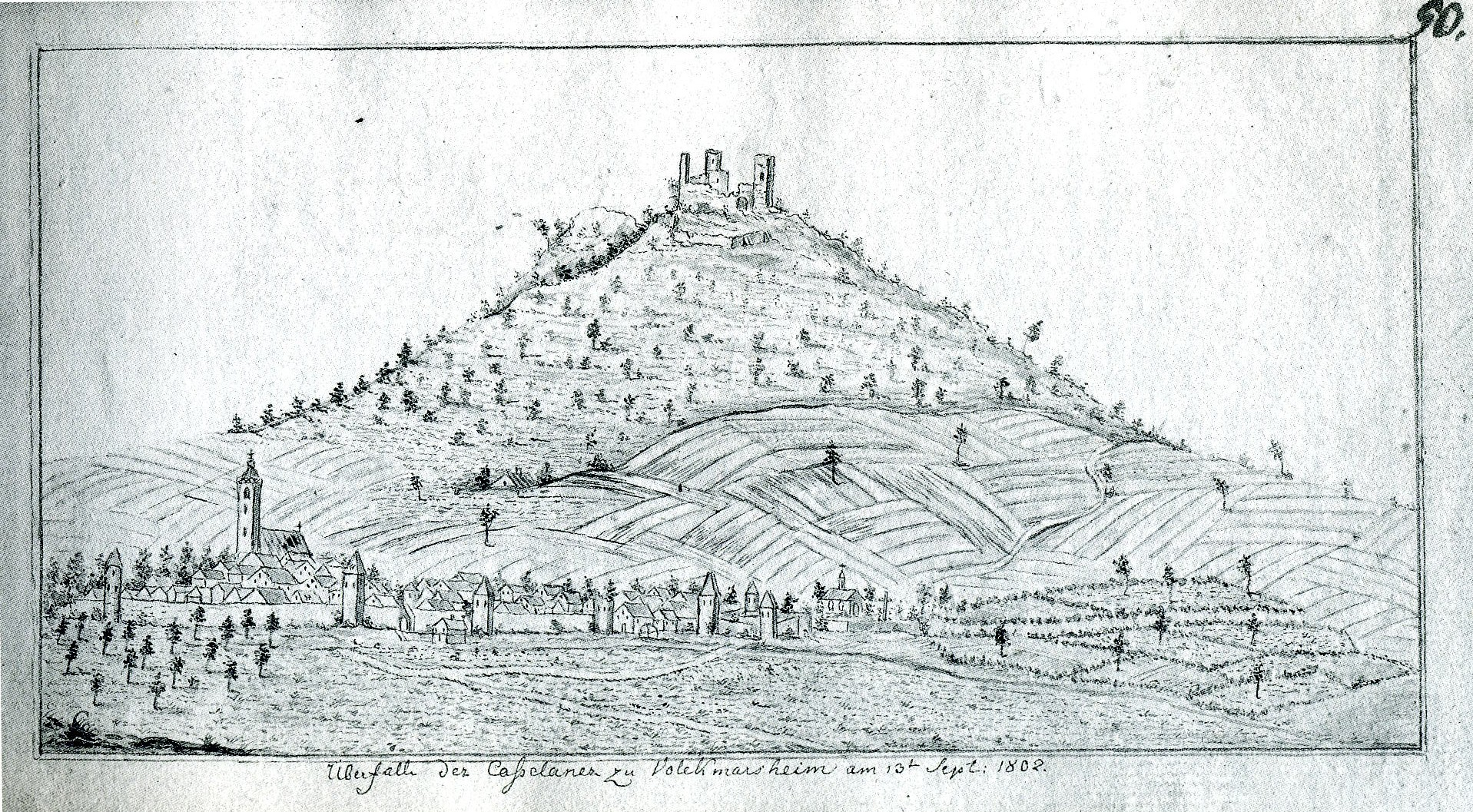
Stadt mit Burgruine um 1800

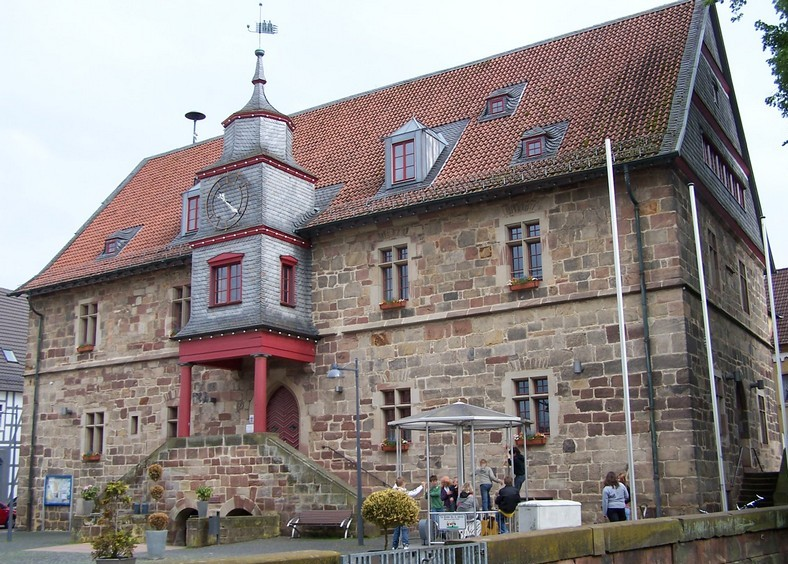
Rathaus

### Überblick
Volkmarsen wurde im Jahre 1155 erstmals urkundlich in einer Corveyer Zehntliste erwähnt. In einem Schutzbrief von Papst Gregor IX. wurde Volkmarsen 1233 erstmals als Stadt bezeichnet.
1304 verpfändete das Kloster Corvey eine Hälfte der Stadt und der Kugelsburg an den Erzbischof von Köln; die zweite Hälfte erwarb dessen Nachfolger im Jahr 1440.
1476 wurden für einen Feldzug des hessischen Landgrafen gegen die Stadt Volkmarsen Ausrüstung und Soldaten in Registern aufgestellt, darunter aus dem Gericht auf dem "Fogelsberg".
Ab 1507 gehörten die Stadt und die Burg zum Herzogtum Westfalen, nachdem das Kloster Corvey auf seine Rechte auf Rückerwerb verzichtet hatte.
1802 okkupierte Hessen-Darmstadt das Herzogtum Westfalen. Dabei kam es fast zum bewaffneten Konflikt, als sich Truppen von Hessen-Darmstadt und von Hessen-Kassel um den Besitz der Stadt stritten. Gleichzeitig erhob Erbprinz Wilhelm von Nassau-Oranien als neu eingesetzter Fürst von Nassau-Oranien-Fulda Ansprüche auf die Stadt. Zunächst konnte sich Hessen-Darmstadt durchsetzen, bis 1806 Erbprinz Wilhelm die Stadt erhielt, die aber schon ein Jahr später zum napoleonischen Königreich Westphalen kam und zum Sitz des Kantons Volkmarsen wurde.
Nach dem Wiener Kongress 1814 erhielt Preußen die Stadt, trat diese aber 1817 an Kurhessen ab. 1866 wurde der Ort erneut preußisch, als Kurhessen von Preußen annektiert wurde.
Vom 19. September 1945 (Proklamation der amerikanischen Militärregierung zur Gründung des Landes Hessen) bis zum 1. August 1972 gehörte die Stadt zum Landkreis Wolfhagen im Regierungsbezirk Kassel im Land Hessen.

### Amtsgericht
Als die im Fürstentum Waldeck mit der preußischen Justizreform von 1848/1849 in jedem Landkreis gebildeten Kreisgerichte im Jahre 1869 mit Umsetzung des im Oktober 1867 mit Preußen abgeschlossenen Akzessionsvertrages in Amtsgerichte umgewandelt wurden, erhielt Volkmarsen ein eigenes königlich-preußisches Amtsgericht als Außenstelle des damaligen Amtsgerichts Arolsen. Im Jahr 1940 wurde diese Volkmarser Gerichtsbarkeit wieder vollständig zurück auf das Amtsgericht in Arolsen übertragen.
Das noch zu Beginn des 20. Jahrhunderts an der Gerichtsstraße/Ecke Erpeweg (Nähe des heutigen Kreisels am Gleisdreieck) erbaute repräsentative Gerichtsgebäude im Baustil der Neorenaissance mit mehreren Volutengiebeln (vergleichbar dem Amtsgericht Eschwege) stand ab Beginn der 1970er Jahre über mehrere Jahre leer und verfiel zusehends. Nach kontrovers geführten Diskussionen erfolgte 1978, gegen den Willen der Denkmalschutzbehörde, der Totalabriss zugunsten des seitdem dort befindlichen Supermarktes.

### Gebietsreformen im 20. Jahrhundert
Im Rahmen der Gebietsreform in Hessen kam Volkmarsen am 1. August 1972 aus dem damaligen Landkreis Wolfhagen zum Landkreis Waldeck, der 1974 zum Landkreis Waldeck-Frankenberg erweitert wurde.
Am 1. Februar 1971 wurde die bis dahin selbständige Gemeinde Ehringen, die ebenfalls dem Landkreis Wolfhagen angehörte, auf freiwilliger Basis eingemeindet. Am 1. August 1972 kamen Herbsen, Hörle, Külte und Lütersheim (alle im Landkreis Waldeck) kraft Landesgesetz hinzu. Für alle nach Volkmarsen eingegliederten Gemeinden wurden Ortsbezirke mit Ortsbeirat und Ortsvorsteher nach der Hessischen Gemeindeordnung gebildet.

### Amokfahrt beim Rosenmontagszug 2020
Beim Rosenmontagszug kam es am 24. Februar 2020 zu einer Amokfahrt, bei der ein Autofahrer vorsätzlich in eine Gruppe feiernder Karnevalisten fuhr. 154 Personen wurden verletzt, darunter mindestens 20 Kinder. Der Autofahrer sowie eine weitere Person, die Filmaufnahmen des Geschehens angefertigt hat, wurden festgenommen. Die hessische Generalstaatsanwaltschaft übernahm die Ermittlungen. Der Täter schwieg zu den Motiven seiner Tat.

## Bevölkerung

### Einwohnerstruktur 2011
Nach den Erhebungen des Zensus 2011 lebten am Stichtag, dem 9. Mai 2011, in Volkmarsen 6779 Einwohner. Darunter waren 175 (2,6 %) Ausländer, von denen 100 aus dem EU-Ausland, 33 aus anderen europäischen Ländern und 38 aus anderen Staaten kamen. (Bis zum Jahr 2019 erhöhte sich die Ausländerquote auf 9,1 %.) Nach dem Lebensalter waren 1308 Einwohner unter 18 Jahren, 2712 zwischen 18 und 49, 1398 zwischen 50 und 64 und 1359 Einwohner waren älter. Die Einwohner lebten in 2874 Haushalten. Davon waren 789 Singlehaushalte, 762 Paare ohne Kinder und 989 Paare mit Kindern, sowie 297 Alleinerziehende und 57 Wohngemeinschaften. In 564 Haushalten lebten ausschließlich Senioren/-innen und in 1890 Haushaltungen leben keine Senioren/-innen.

### Einwohnerentwicklung
| Volkmarsen: Einwohnerzahlen von 1834 bis 2020 | Volkmarsen: Einwohnerzahlen von 1834 bis 2020 | Volkmarsen: Einwohnerzahlen von 1834 bis 2020 | Volkmarsen: Einwohnerzahlen von 1834 bis 2020 | Volkmarsen: Einwohnerzahlen von 1834 bis 2020 |
| --- | --------------------------------------------- | --------------------------------------------- | --------------------------------------------- | --------------------------------------------- |
| Jahr |                                               |                                               |                                               | Einwohner                                     |
| 1834 | 1834                                          |                                               | 2.830                                         | 2.830                                         |
| 1840 | 1840                                          |                                               | 2.818                                         | 2.818                                         |
| 1846 | 1846                                          |                                               | 2.922                                         | 2.922                                         |
| 1852 | 1852                                          |                                               | 2.906                                         | 2.906                                         |
| 1858 | 1858                                          |                                               | 2.717                                         | 2.717                                         |
| 1864 | 1864                                          |                                               | 2.730                                         | 2.730                                         |
| 1871 | 1871                                          |                                               | 2.468                                         | 2.468                                         |
| 1875 | 1875                                          |                                               | 2.316                                         | 2.316                                         |
| 1885 | 1885                                          |                                               | 2.246                                         | 2.246                                         |
| 1895 | 1895                                          |                                               | 2.491                                         | 2.491                                         |
| 1905 | 1905                                          |                                               | 2.220                                         | 2.220                                         |
| 1910 | 1910                                          |                                               | 2.214                                         | 2.214                                         |
| 1925 | 1925                                          |                                               | 2.230                                         | 2.230                                         |
| 1939 | 1939                                          |                                               | 2.696                                         | 2.696                                         |
| 1946 | 1946                                          |                                               | 4.001                                         | 4.001                                         |
| 1950 | 1950                                          |                                               | 4.306                                         | 4.306                                         |
| 1956 | 1956                                          |                                               | 4.010                                         | 4.010                                         |
| 1961 | 1961                                          |                                               | 3.829                                         | 3.829                                         |
| 1967 | 1967                                          |                                               | 3.996                                         | 3.996                                         |
| 1975 | 1975                                          |                                               | 6.718                                         | 6.718                                         |
| 1980 | 1980                                          |                                               | 6.525                                         | 6.525                                         |
| 1985 | 1985                                          |                                               | 6.269                                         | 6.269                                         |
| 1990 | 1990                                          |                                               | 6.659                                         | 6.659                                         |
| 1995 | 1995                                          |                                               | 7.029                                         | 7.029                                         |
| 2000 | 2000                                          |                                               | 7.037                                         | 7.037                                         |
| 2005 | 2005                                          |                                               | 6.970                                         | 6.970                                         |
| 2010 | 2010                                          |                                               | 6.808                                         | 6.808                                         |
| 2011 | 2011                                          |                                               | 6.779                                         | 6.779                                         |
| 2015 | 2015                                          |                                               | 6.867                                         | 6.867                                         |
| 2020 | 2020                                          |                                               | 6.704                                         | 6.704                                         |
| Datenquelle: Historisches Gemeindeverzeichnis für Hessen: Die Bevölkerung der Gemeinden 1834 bis 1967. Wiesbaden: Hessisches Statistisches Landesamt, 1968. Weitere Quellen: bis 1970; Hessisches Statistisches Informationssystem; Stadt Volkmarsen; Zensus 2011 Die Zahlen nach 1970 enthalten die im Zuge der Gebietsreform in Hessen eingegliederten Orte. |                                               |                                               |                                               |                                               |

### Religionen
Aufgrund der Zugehörigkeit der Kernstadt zum Herzogtum Westfalen während und nach der Reformation blieb die katholische Konfession dort vorherrschend, während die umliegenden Dörfer zur 1526 protestantisch gewordenen Landgrafschaft Hessen gehört hatten:
| • 1885: | 1876 katholische (= 83,53 %), 252 evangelische (= 11,22 %), 118 jüdische (= 5,52 %) Einwohner |
| • 1961: | 2854 katholische (= 74,54 %), 937 evangelische (= 24,47 %) Einwohner                          |
| • 1987: | 3432 evangelische (= 53,2 %), 2716 katholische (= 42,1 %), 300 sonstige (= 4,7 %) Einwohner   |
| • 2011: | 2349 katholische (= 34,7 %), 3278 evangelische (= 48,3 %), 1152 sonstige (= 17,0 %) Einwohner |

Die katholische Kirchengemeinde Volkmarsen ist seit 1821 dem Bistum Fulda zugeordnet.
Aufgrund der Eingemeindungen von umliegenden Orten, wie z. B. Herbsen, deren Einwohner bis zu 90 % der evangelischen Konfession angehörten, stieg die Zahl der Protestanten in der Gesamtgemeinde auf den derzeitigen Anteil.
Die evangelische Kirchgemeinde konnte Mitte des 19. Jahrhunderts ihre eigene Kirche errichten. Im August 2010 erhielt sie neue Bronzeglocken, deren Tonfolge b-des-es auf das Geläut der katholischen St.-Marien-Kirche abgestimmt ist. Die evangelische Kirchgemeinde gehört seit 2008 dem Kirchenkreis Twiste-Eisenberg an.
Eine von Hobbyarchäologen entdeckte Schachtmikwe in einem Fachwerkgebäude im Steinweg belegt bereits für das ausgehende Mittelalter eine jüdische Gemeinde in Volkmarsen. Das Ritualbad konnte dendrochronologisch in das frühe 16. Jahrhundert datiert werden. Architektonische Elemente ordnen die Mikwe jedoch einem mittelalterlichen Bautyp zu.

## Politik

### Stadtverordnetenversammlung
Die Kommunalwahl am 14. März 2021 lieferte folgendes Ergebnis, in Vergleich gesetzt zu früheren Kommunalwahlen:
| Stadtverordnetenversammlung – Kommunalwahlen 2021 | Stadtverordnetenversammlung – Kommunalwahlen 2021                                |
| --- | -------------------------------------------------------------------------------- |
| StimmenanteilWahlbeteiligung 55,9 % 403020100 33,626,121,412,66,3n. k.n. k. CDUFWGSPDGrüneAfDUnabh.fFDPGewinne und Verlusteim Vergleich zu 2016 %p 14 12 10 8 6 4 2 0 −2 −4 −6 −8−4,4+11,9−5,3+12,6−3,5−6,4−4,1CDUFWGSPDGrüneAfDUnabh.FDPAnmerkungen:f Unabhängige Liste Volkmarsen | SitzverteilungInsgesamt 31 Sitze - SPD: 7 - Grüne: 4 - FWG: 8 - CDU: 10 - AfD: 2 |

| Parteien und Wählergemeinschaften | Parteien und Wählergemeinschaften           | % 2021 | Sitze 2021 | % 2016 | Sitze 2016 | % 2011 | Sitze 2011 | % 2006 | Sitze 2006 | % 2001 | Sitze 2001 |
| --------------------------------- | ------------------------------------------- | ------ | ---------- | ------ | ---------- | ------ | ---------- | ------ | ---------- | ------ | ---------- |
| CDU                               | Christlich Demokratische Union Deutschlands | 33,6   | 10         | 38,0   | 12         | 41,9   | 13         | 40,1   | 13         | 39,0   | 12         |
| FWG                               | Freie Wählergemeinschaft Volkmarsen         | 26,1   | 8          | 15,1   | 5          | 14,2   | 4          | 17,2   | 5          | 15,0   | 5          |
| SPD                               | Sozialdemokratische Partei Deutschlands     | 21,4   | 7          | 26,7   | 8          | 31,7   | 10         | 28,4   | 9          | 34,4   | 11         |
| Grüne                             | Bündnis 90/Die Grünen                       | 12,6   | 4          | —      | —          | —      | —          | 7,2    | 2          | 5,3    | 1          |
| AfD                               | Alternative für Deutschland                 | 6,3    | 2          | 9,8    | 3          | —      | —          | —      | —          | —      | —          |
| Unabhängige                       | Unabhängige Liste Volkmarsen                | —      | —          | 6,4    | 2          | 7,3    | 2          | —      | —          | —      | —          |
| FDP                               | Freie Demokratische Partei                  | —      | —          | 4,1    | 1          | 4,9    | 2          | 7,1    | 2          | 6,2    | 2          |
| Gesamt                            | Gesamt                                      | 100,0  | 31         | 100,0  | 31         | 100,0  | 31         | 100,0  | 31         | 100,0  | 31         |
| Wahlbeteiligung in %              | Wahlbeteiligung in %                        | 55,9   | 55,9       | 54,7   | 54,7       | 54,7   | 54,7       | 57,6   | 57,6       | 64,3   | 64,3       |

### Bürgermeister
Nach der hessischen Kommunalverfassung wird der Bürgermeister für eine sechsjährige Amtszeit gewählt, seit dem Jahr 1993 in einer Direktwahl, und ist Vorsitzender des Magistrats, dem in der Stadt Volkmarsen neben dem Bürgermeister ehrenamtlich ein Erster Stadtrat und sieben weitere Stadträte angehören. Bürgermeister ist seit dem 1. September 2022 der parteiunabhängige Hendrik Vahle, der bis dahin Kämmereileiter und büroleitender Beamter der Stadtverwaltung war. Er wurde als Nachfolger von Hartmut Linnekugel, der nach vier Amtszeiten nicht mehr kandidiert hatte und in den Ruhestand verabschiedet wurde, am 6. März 2022 im ersten Wahlgang bei 41,45 Prozent Wahlbeteiligung mit 82,93 Prozent der Stimmen gewählt.
Amtszeiten der Bürgermeister
- 2022–2028 Hendrik Vahle[24]
- 1998–2022 Hartmut Linnekugel[25]

### Wappen
| Wappen von Volkmarsen | Blasonierung: „Über silberner Quadermauer in Blau ein säulengetragener, fialenbesetzter silberner Doppelbogen, auf ihm in der Mitte und beiderseits je ein rot bedachtes Türmchen; in den Nischen die golden gekleideten und nimbierten Brustbilder des heiligen Petrus mit silbernem Schlüssel und des heiligen Paulus mit aufrechtem silbernen Schwert in der Rechten und rotem Buch in der Linken.“ |
| Wappen von Volkmarsen | Wappenbegründung: Volkmarsen wurde erstmals 1240 als Stadt erwähnt und das älteste Siegel ist seit 1272 bekannt. Das Siegel zeigt zwei Männer, die auf einer Bank sitzen, einen Herrn (den Grafen von Everstein) und einen Abt (den Abt von Corvey), die die beiden Herrscher über die Stadt symbolisieren. Das zweite Siegel aus der Mitte des 14. Jahrhunderts zeigt eine Kirche mit zwei Fenstern und in den Fenstern zwei religiöse Personen, höchstwahrscheinlich den Erzbischof von Köln und den Abt von Corvey, da zu dieser Zeit der Erzbischof von Köln die Grafen von Everstein abgelöst hatte. Später wurden die beiden Figuren durch die örtlichen Schutzpatrone St. Petrus (mit Schlüssel) und St. Paulus (mit Schwert) ersetzt. Diese letztere Komposition wurde im 19. Jahrhundert in einem Wappenschild dargestellt. |

### Städtepartnerschaften
Volkmarsen unterhält seit 1990 partnerschaftliche Beziehungen zur Stadt Buttelstedt (seit 2019 Ortsteil der Stadt Am Ettersberg) in Thüringen.
Der Bahnhofsvorplatz trägt seit 1992 den offiziellen Straßennamen Buttelstädter Platz und in Buttelstädt wurde der Platz vor der Schule umbenannt in Volkmarser Platz.

## Kultur und Sehenswürdigkeiten

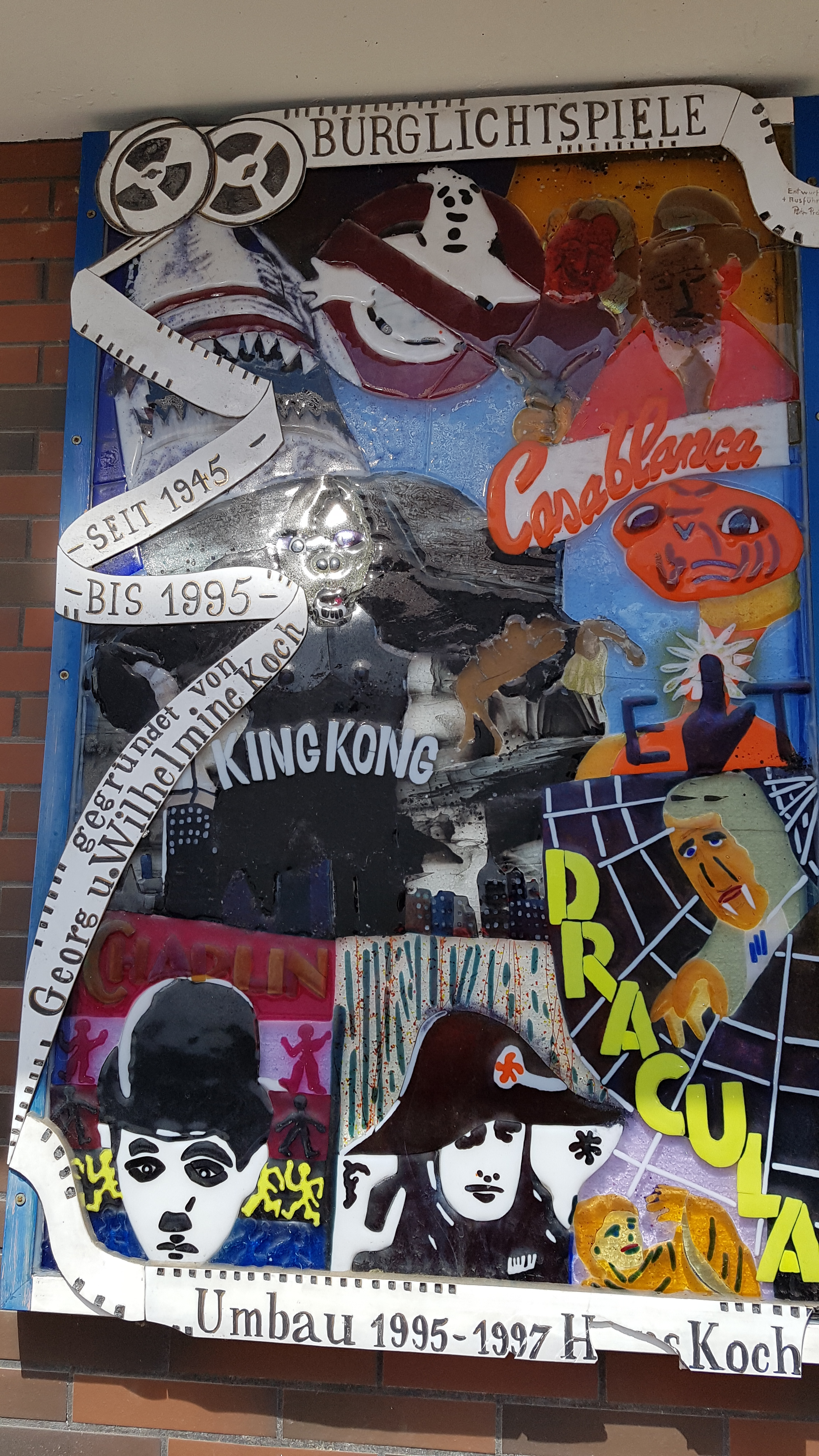
Relief am früheren Kino-Eingang der Burg-Lichtspiele (2019)

### Museen
Der Geschichts- und Heimatverein Volkmarsen e. V. betreibt das Heimatmuseum mit Ausstellungen und Aktionstagen sowie der Geschichtswerkstatt im Haus Dr. Bock an der Kasseler Str. 6.
Das Dokumentations- und Informationszentrum des Vereins Rückblende – Gegen das Vergessen e. V. über jüdisches Leben in Volkmarsen und Umgebung befindet sich seit 2019 im Gustav-Hüneberg-Haus am Steinweg 24, in welchem die bereits oben erwähnte Mikwe freigelegt wurde.

### Kino
Das ehem. Kino Burg-Lichtspiele wurde im Jahr 1945 von Georg und Wilhelmine Koch an der Oberen Stadtmauer/Ecke Wächterstraße eröffnet und durchgängig bis 1995 im Familienbesitz betrieben. Das Kino bestand aus einem großen Kinosaal mit einer separaten Loge. Nach Schließung und Umbau werden die Räumlichkeiten seit 1997 von einem lokalen Elektronik-Fachmarkt als Verkaufs- und Servicecenter genutzt. Am früheren Kino-Eingang erinnert ein Relief mit Filmmotiven an die Geschichte des Kinos.

### Geopark
Auf dem Volkmarser Stadtgebiet gibt es drei Stationen des Geoparks Grenzwelten: Kugelsburg, Sauerbrunnen und Bergbaustollen des Ralekesberges.

### Bauwerke

Bauwerke und Kulturdenkmäler in Volkmarsen
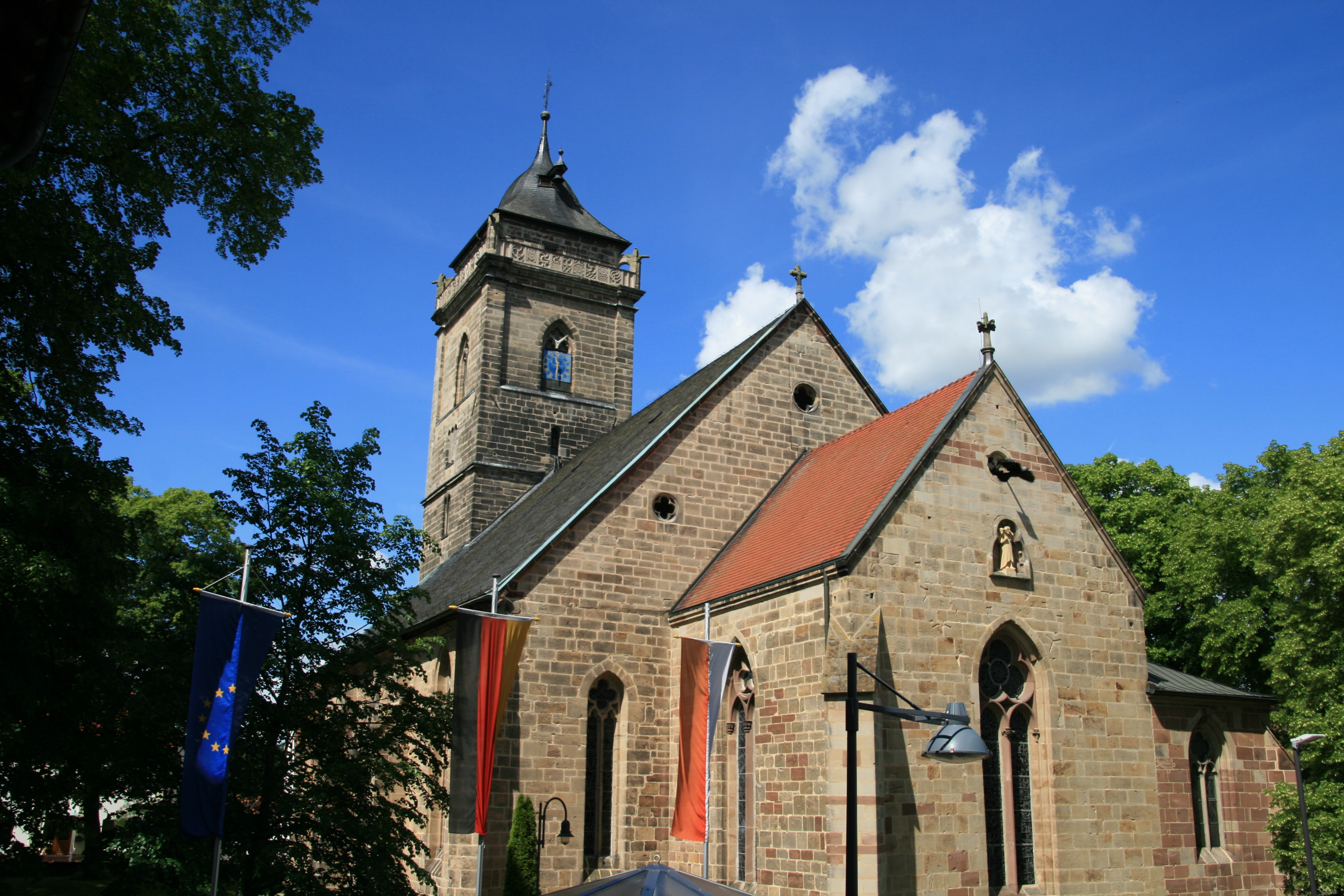
Katholische Pfarrkirche St. Marien (2014)
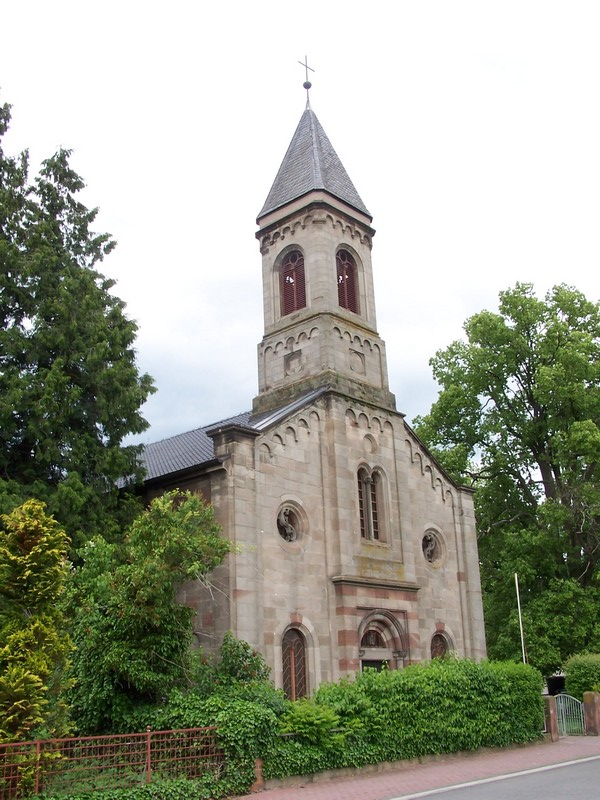
Evangelische Kirche (2009)
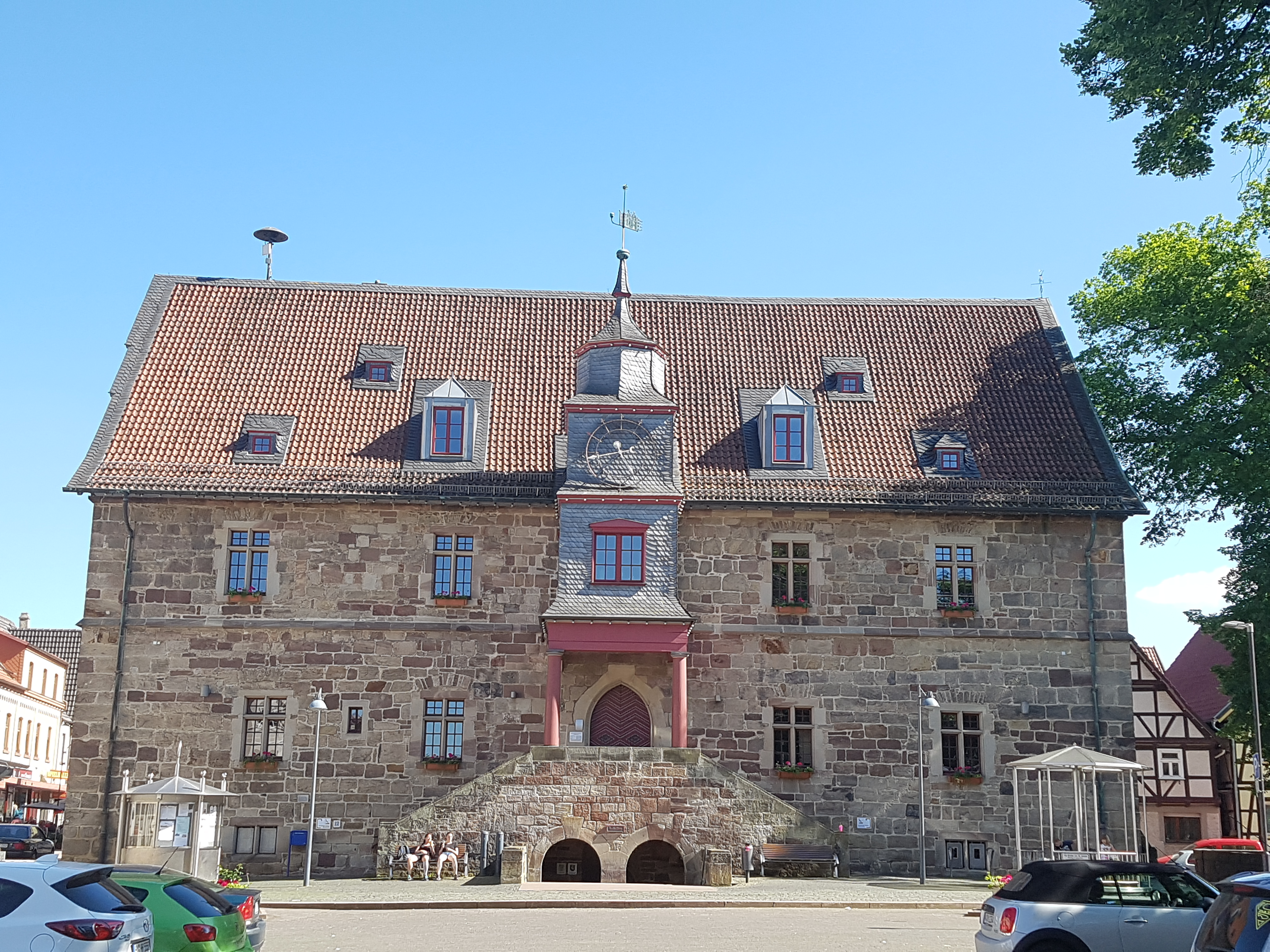
Rathaus am Marktplatz (2014)
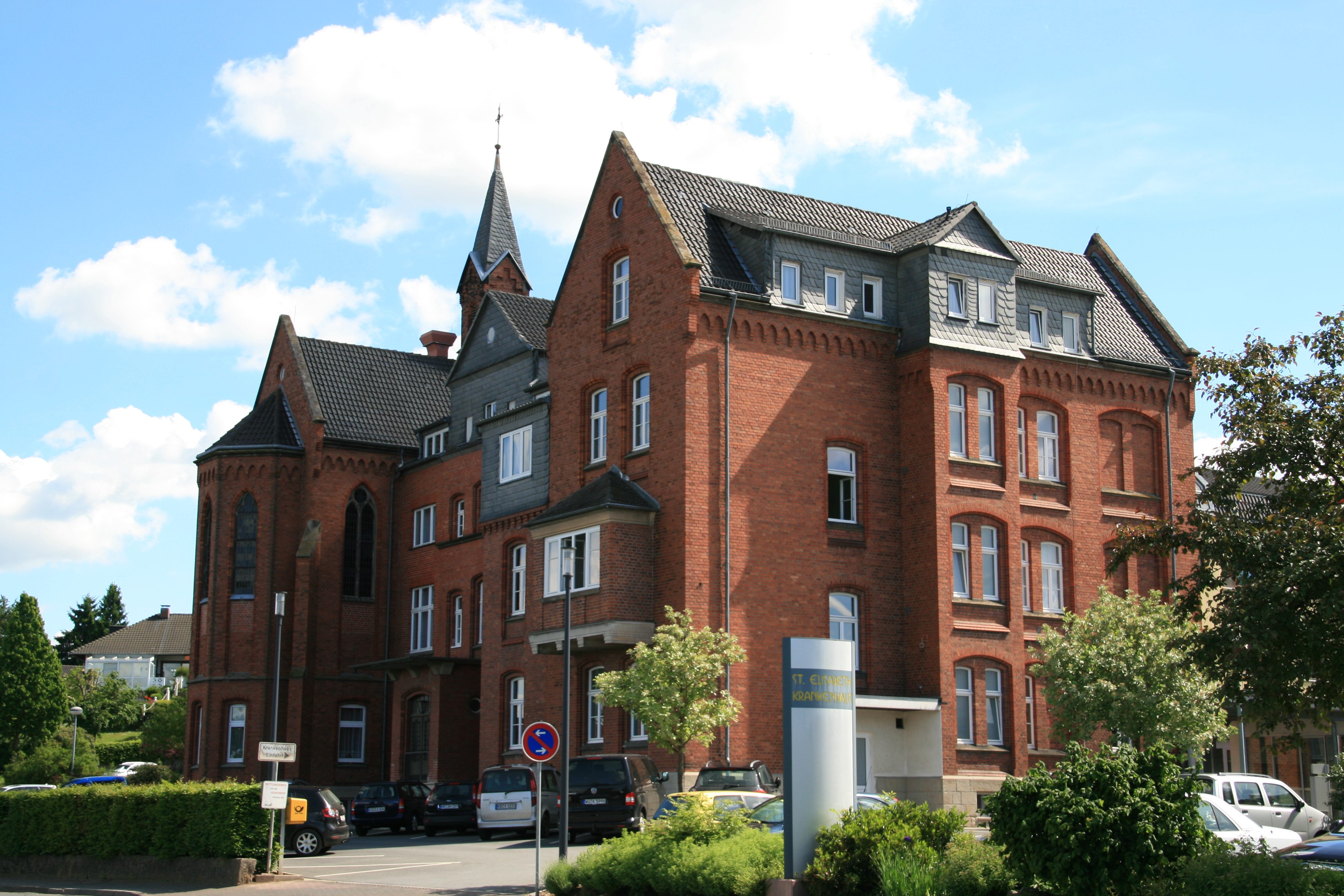
Altbau des St.-Elisabeth-Krankenhauses
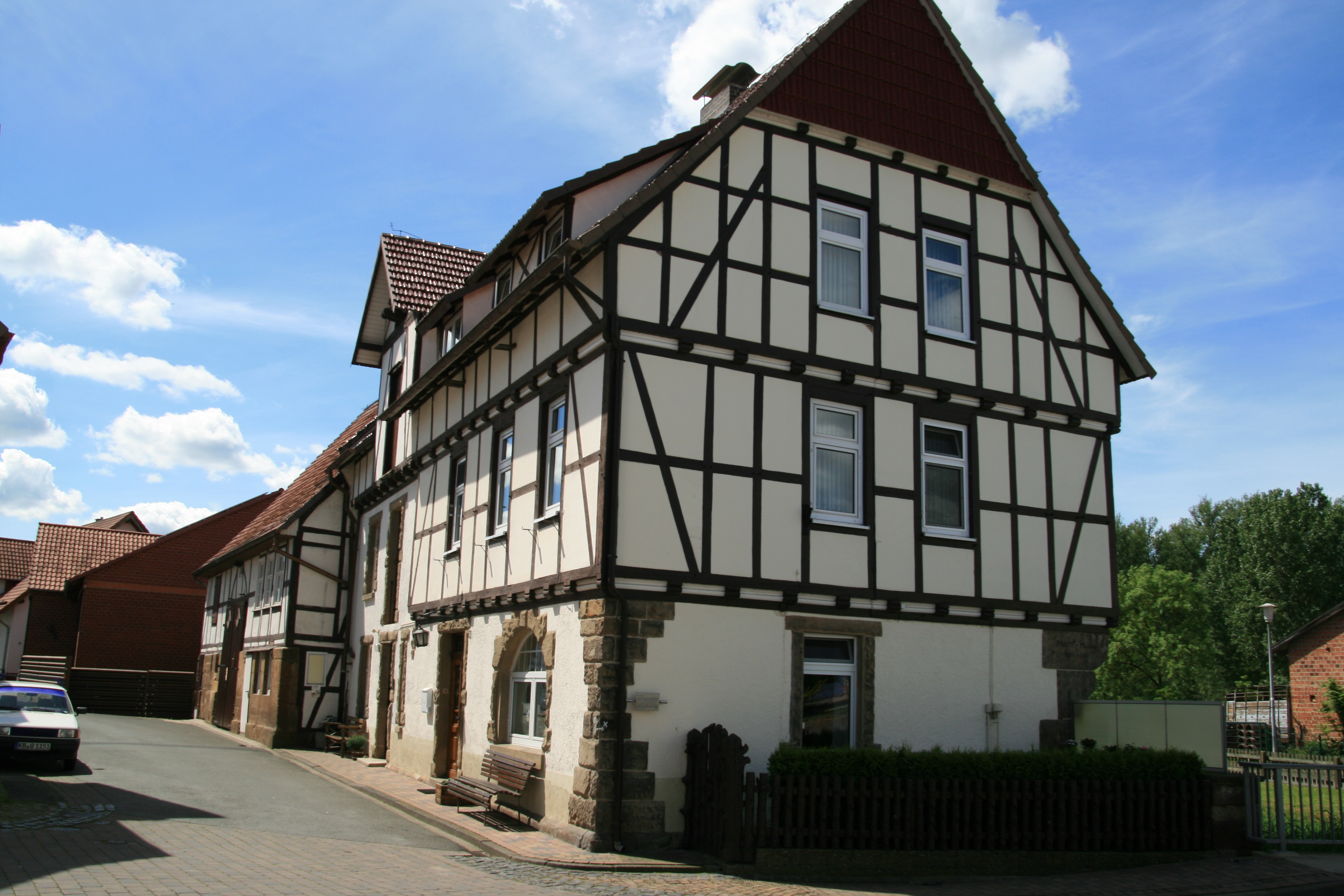
Historische Pfortemühle (2014)
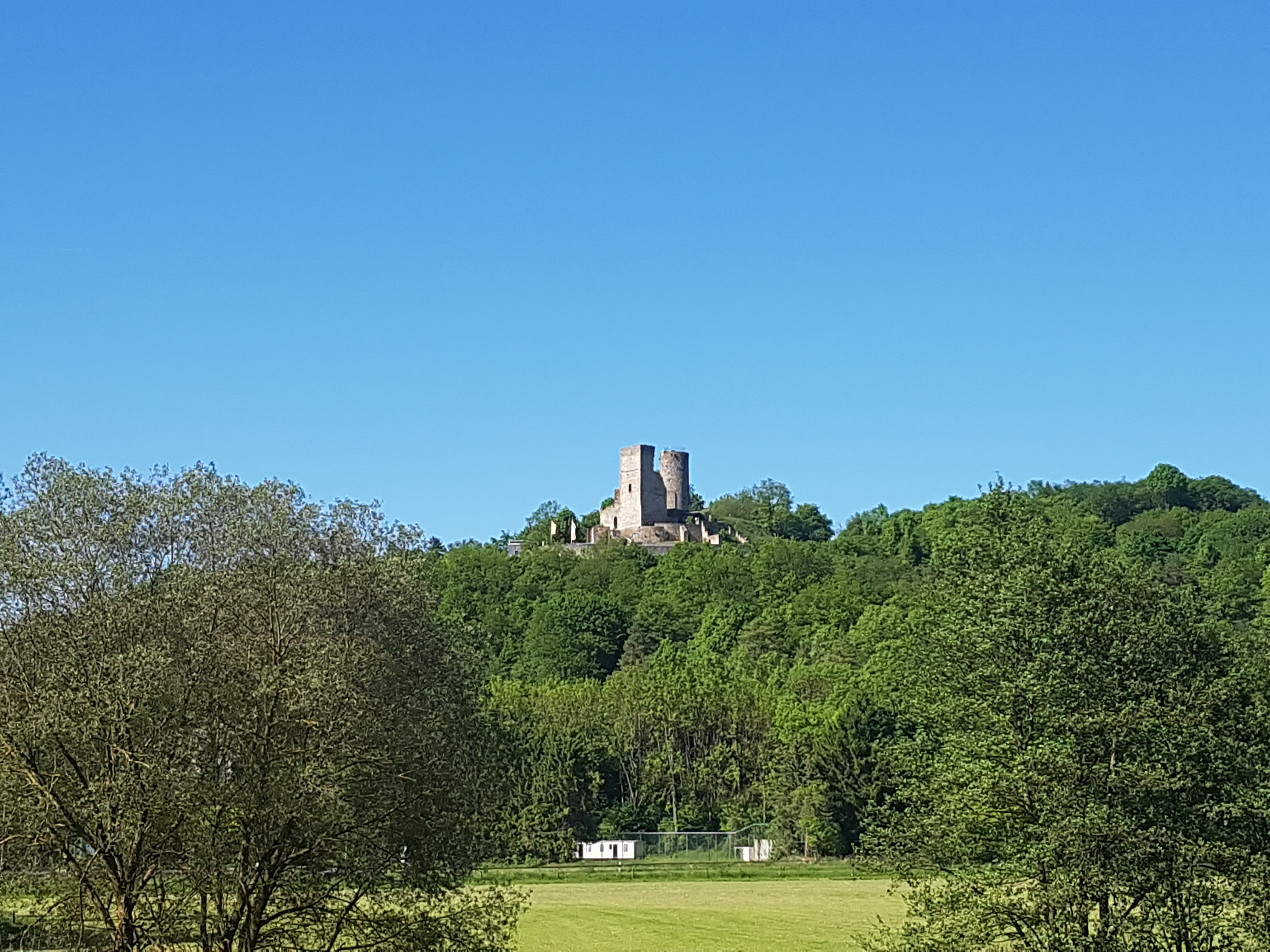
Kugelsburg (2017)
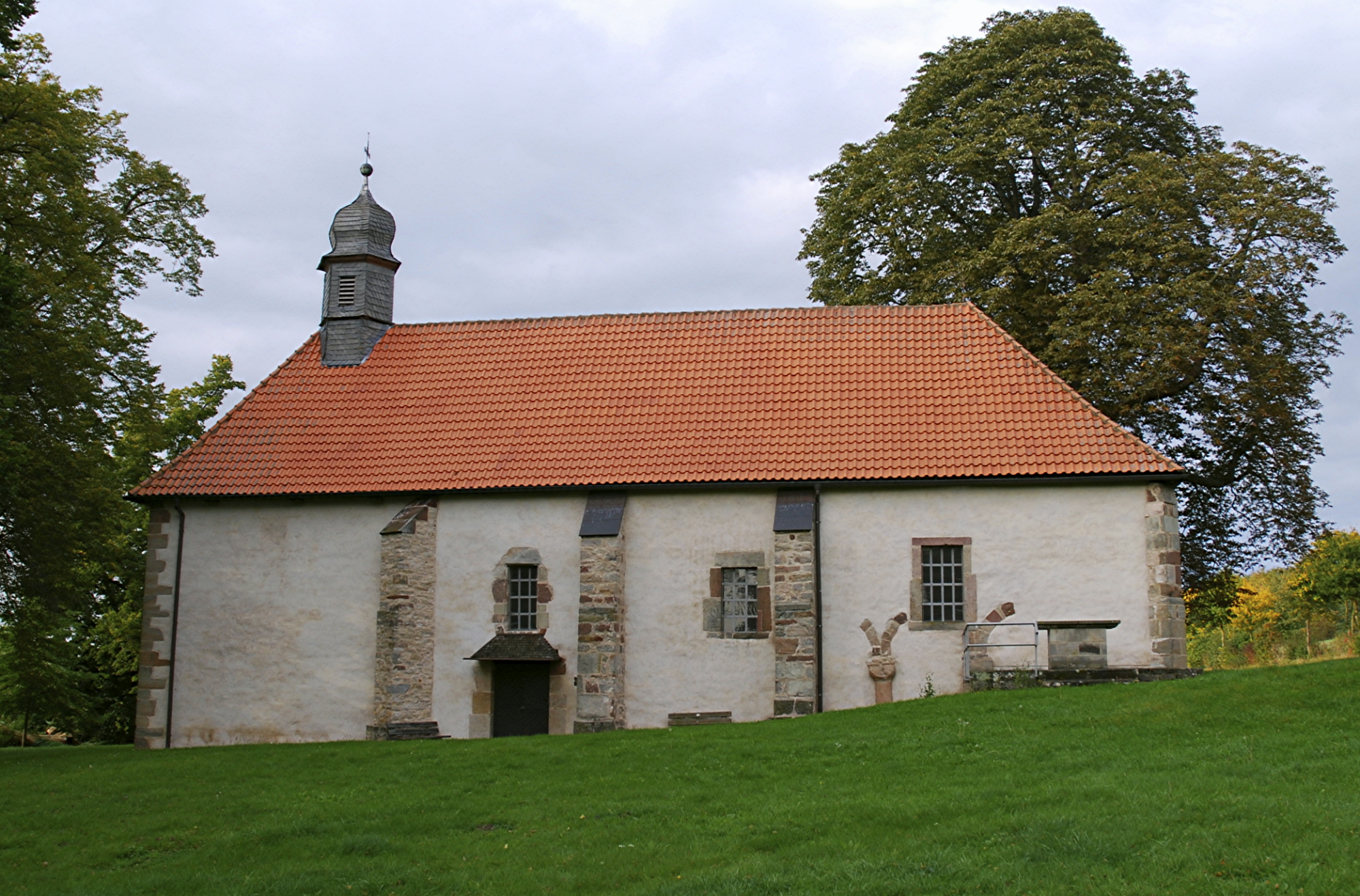
Wittmarkapelle
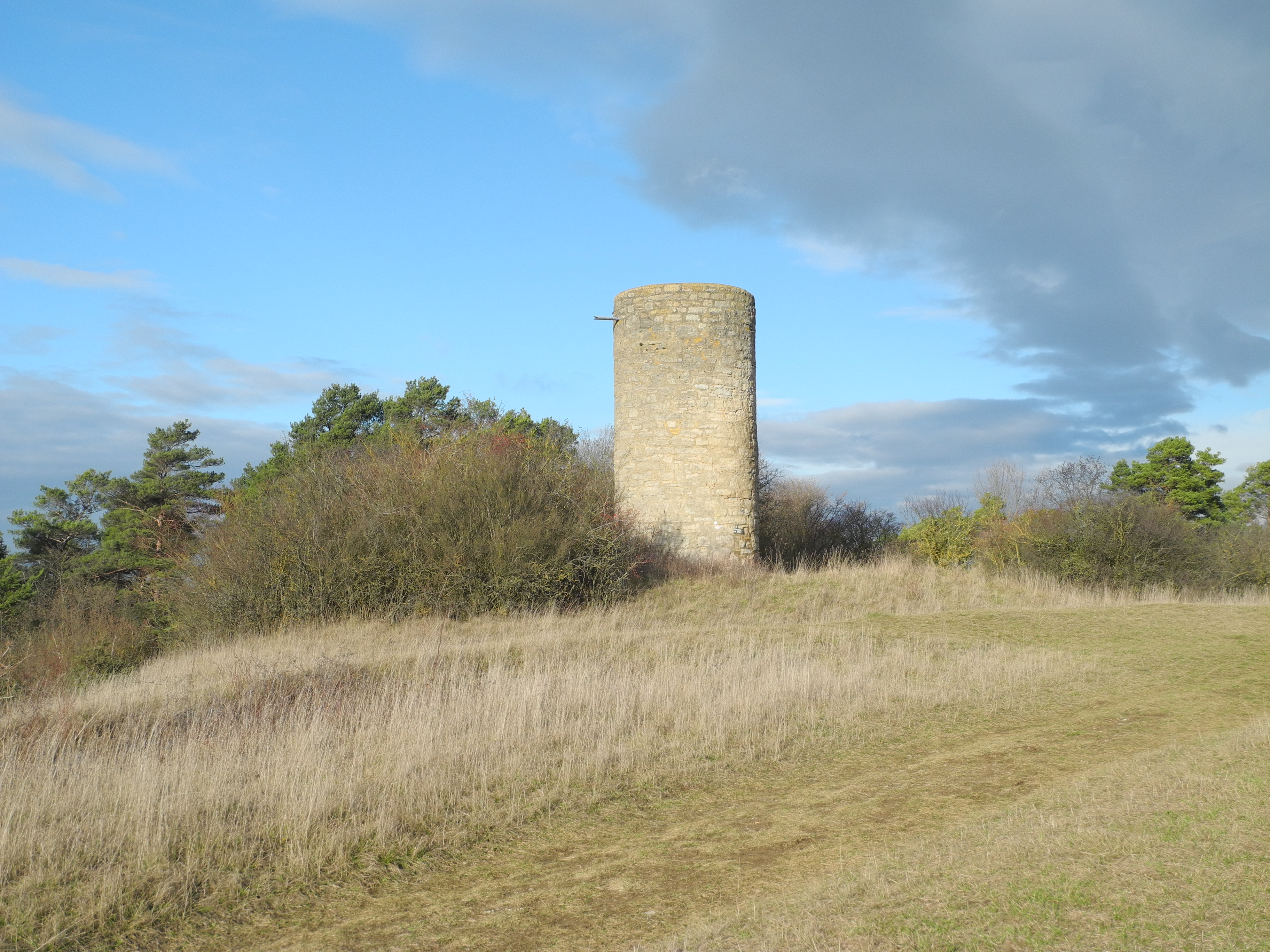
Scheidwarte südlich von Volkmarsen in NSG Scheid
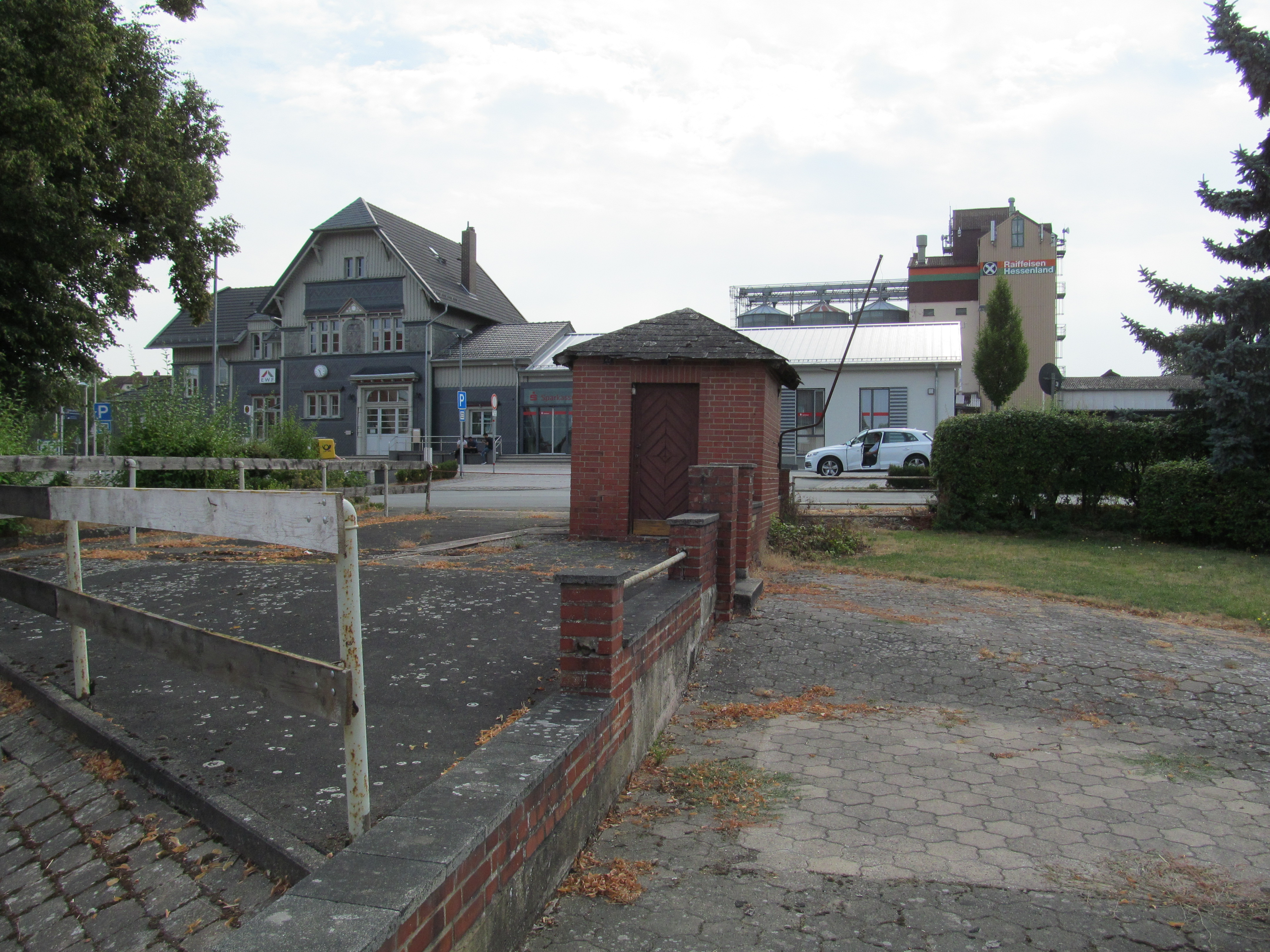
Alte Viehwaage am Bahnhof
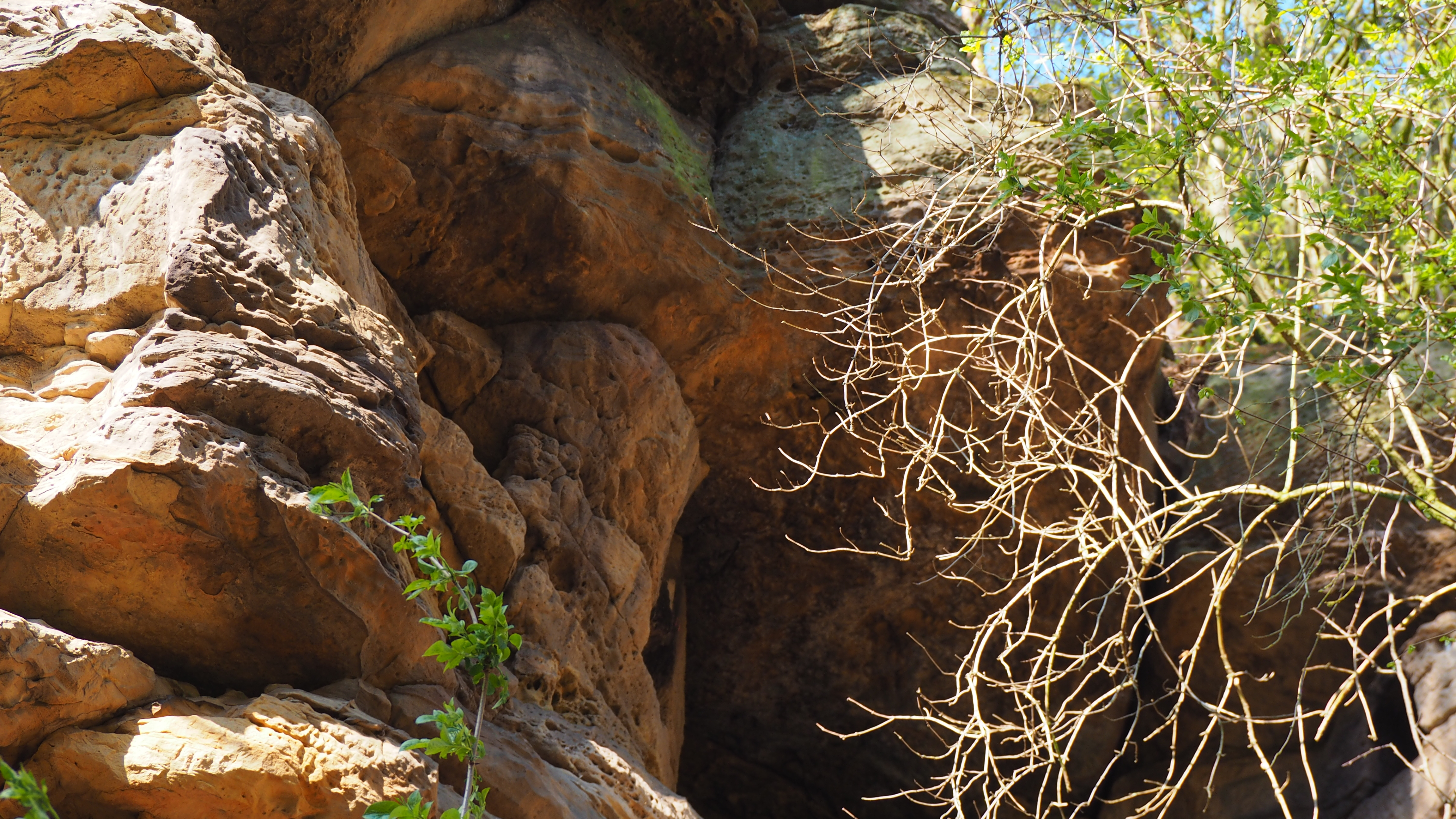
Sandsteinfelshöhle Hollenkammer
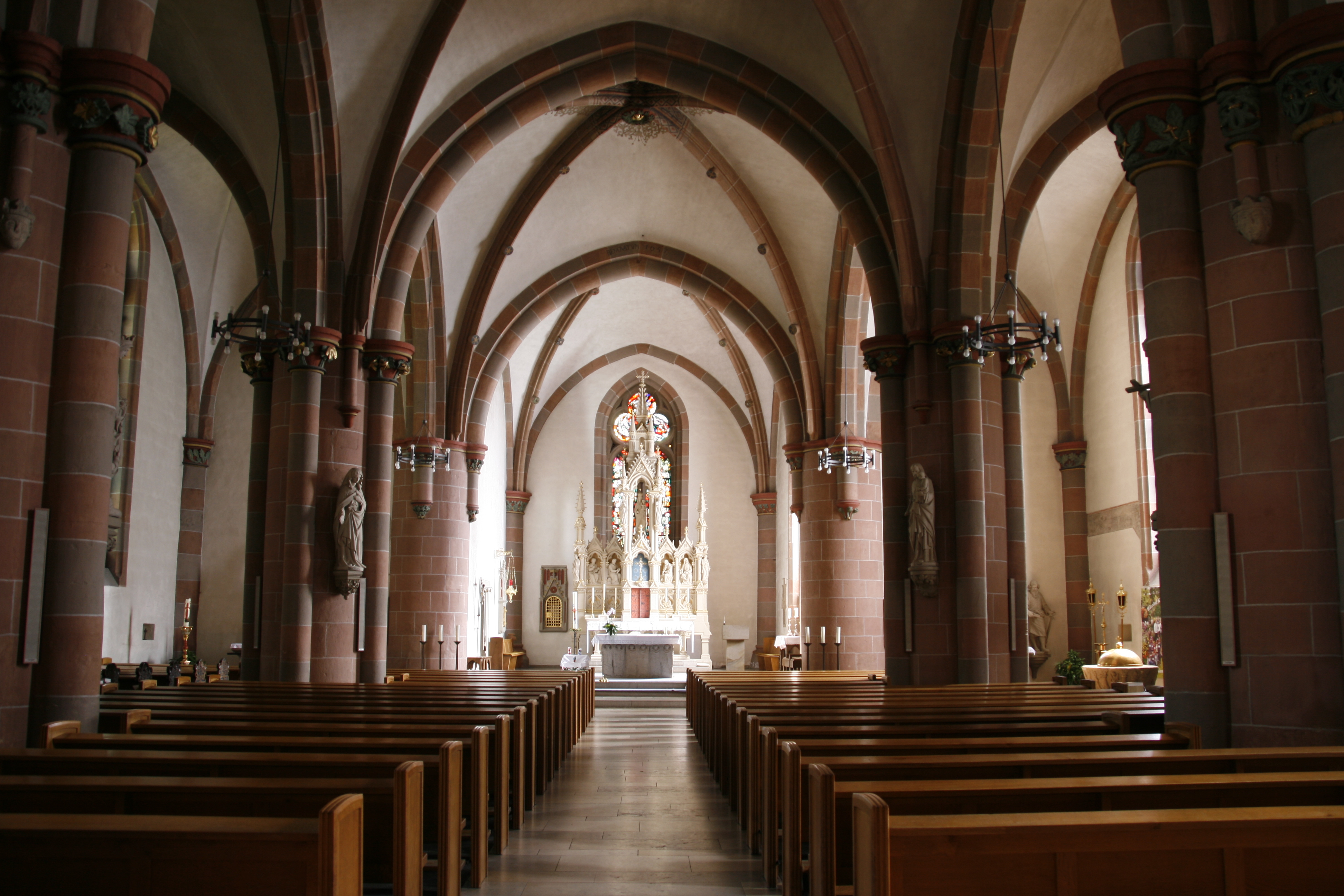
Innenansicht der kath. Kirche (2014)

- Katholische Kirche, St. Marien (Marienkirche) in der Kernstadt (gebaut um 1260)
- Wittmarkapelle St. Marien und Martin (Wüstung Wittmar), renoviert 2000–2003
- Kugelsburg, gebaut um 1200, zerstört im Siebenjährigen Krieg
- Burgstall Fürstenstein auch Vorstenstene oder örtlich Burgruine Ödelbeck genannt, nördlich des Stadtteils Lütersheim
- Scheidwarte, Wartturm im Ortsdreieck Volkmarsen–Ehringen–Lütersheim
- Judenwarte, Wartturm zwischen der Kernstadt und dem Stadtteil Herbsen
- Altbau des St.-Elisabeth-Krankenhauses (erbaut 1901–1902)

### Kulturdenkmäler
- Alter Gerichtsplatz, westlich des Stadtteils Ehringen
- Jüdisches Ritualbad (Mikwe) aus dem 16.–18. Jahrhundert, 2013 in einem Privathaus im Steinweg[33]

### Naturdenkmäler
- Hollenkammer, kleine Sandstein-Felshöhle nahe dem Stadtteil Lütersheim
- Huckershöhlen,  zwischen Volkmarsen und Lütersheim

Liste der Naturdenkmäler in Volkmarsen
- Volkmarser Sauerbrunnen, Mineralwasserquelle mit staatlicher Anerkennung als Heilquelle

### Lokale Sagen
Eine Reihe volkstümlicher Sagen und Legenden sind aus der Gegend von Volkmarsen überliefert: siehe Volkmarser Sagen.

### Wüstungen
- Wetter (Volkmarsen)
- Mederich (Volkmarsen)
- Wittmar (Volkmarsen)

## Verkehr

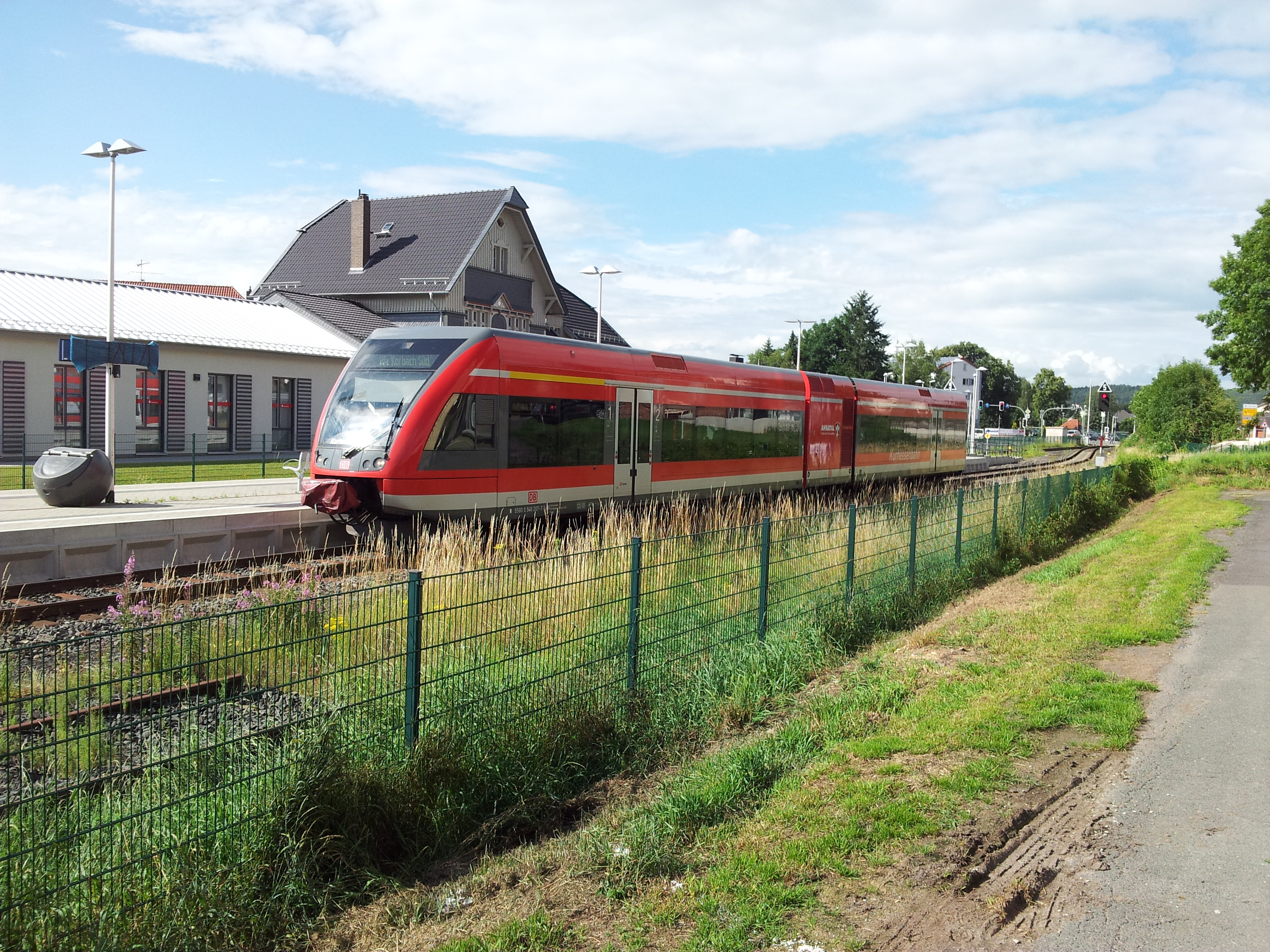
Kurhessenbahn im Bahnhof Volkmarsen

Der Bahnhof Volkmarsen liegt an der Strecke Warburg–Sarnau (Marburg), die ab hier Richtung Kassel fortgeführt wird. Stündlich verkehrt ein Regional-Express zum Bahnhof Kassel-Wilhelmshöhe und nach Korbach Süd.
| Linie | Verlauf | Takt   |
| ----- | --- | ------ |
| RB4   | Korbach Hbf – Twiste – Mengeringhausen – Bad Arolsen – Külte-Wetterburg – Volkmarsen – Ehringen – Wolfhagen – Zierenberg – Ahnatal-Weimar – Vellmar-Obervellmar – Kassel-Wilhelmshöhe Stand: Fahrplanwechsel Dezember 2021 | 60 min |

Der Regionalbusverkehr bietet Verbindungen nach Korbach, Warburg und Breuna. Zudem fährt ein Anruf-Sammel-Taxi (AST) von allen Volkmarser Bushaltestellen in fast alle Orte im Landkreis Waldeck-Frankenberg.
Der Bahn-Abschnitt in Richtung Warburg wurde 1977 gänzlich stillgelegt und Mitte der 1980er Jahre zurückgebaut. Die ehemalige Trasse ist nun Teil des Diemel-Twiste-Radweges. Städtebaulich an diesen Bahnknotenpunkt erinnert in Volkmarsen der Straßenname Am Gleisdreieck.
Volkmarsen liegt im Verbundgebiet des NVV.
Wenige Kilometer von Volkmarsen entfernt befinden sich die Anschlussstellen Nr. 65 Warburg bzw. Nr. 66 Breuna der Autobahn A 44 (Abschnitt Dortmund–Kassel).

## Persönlichkeiten

### Söhne und Töchter der Stadt
- Nikolaus Dentel (um 1630–16?0), Baumeister
- Bernhard Heinrich von Germeten (1680–1737), Professor der Rechte in Prag sowie hochrangiger Beamter in Habsburger Diensten.
- Theodor Vernaleken (1812–1907), Professor, Germanist, Völkerkundler, Autor
- Adolf Henze (1814–1883), Verleger, Autor, Graphologe und Numismatiker
- Joseph Kiel (1834–1900), Bürgermeister, Abgeordneter des Kurhessischen Kommunallandtages
- Theodor Rumpf (1851–1934), Mediziner, Professor in Marburg, Bonn und Hamburg
- Lorenz Wieber (1853–1937), Eisenbahnsekretär und Mitglied des Provinziallandtages der Provinz Hessen-Nassau
- Adolf Gottlob (1857–1930), Historiker
- Franz Josef Scherf (1865–1929), Arzt, Kurdirektor von Bad Orb, 1926–1929 Abgeordneter des Provinziallandtages in Kassel[34]
- Ernst W. Klein (* 1944), Regionalhistoriker
- Hugo Wilmes (* 1949), Badmintonspieler
- Wolfgang Büscher (* 1951), Journalist, Autor und Fernwanderer
- Klaus Dörre (* 1957), Soziologe
- Heinrich-Hermann Engemann (* 1959), Springreiter
- Friedhelm Flamme (* 1963), Organist, Chorleiter, Musikwissenschaftler, -pädagoge und Hochschullehrer
- Britta Bannenberg (* 1964), Rechtswissenschaftlerin und Kriminologin
- Katja Eichinger (* 1971), Journalistin und Autorin
- Thomas Viesehon (* 1973), deutscher Politiker (CDU), 2013–2017 Mitglied des deutschen Bundestages
- Stephan Leyhe (* 1992), Skispringer

### Weitere Persönlichkeiten, die mit der Stadt in Verbindung stehen
- Johann Heinrich Unkraut (1758–1815) war Gewerke und Bürgermeister in Brilon
- Walter Schliephacke (1877–1955), Maler der Spätromantik
- Hans Schäfer (1927–2017), Fußball-Weltmeister 1954, spielte eine Saison 1947/48 beim VfR Volkmarsen
- Michael Stickeln (* 1968), Landrat des Kreises Höxter, war von 1998 bis 2004 Hauptamtsleiter der Stadt Volkmarsen

## Belege
1. ↑  Hessisches Statistisches Landesamt: Bevölkerung in Hessen am 31.12.2024 (Einwohnerzahlen auf Grundlage des Zensus 2022) (Hilfe dazu).
2. ↑  Georg Landau: Zwei Rüstungsregister aus den Jahren 1474 und 1476. In: Zeitschrift des Vereins für Hessische Geschichte und Landeskunde 1 (1837), S. 326–352, hier S. 334–352.
3. ↑  Heimat- und Geschichtsverein Volkmarsen e. V.: Wetterfahne vom Gericht wieder aufgetaucht. Abgerufen am 15. Juni 2021.
4. 1 2  Gesetz zur Neugliederung der Landkreise Hofgeismar, Kassel und Wolfhagen (GVBl. II 330-17) vom 11. Juli 1972. In: Der Hessische Minister des Innern (Hrsg.): Gesetz- und Verordnungsblatt für das Land Hessen. 1972 Nr. 17, S. 225, §§ 6 und 14 (Online beim Informationssystem des Hessischen Landtags [PDF; 1,2 MB]).
5. ↑  Gemeindegebietsreform: Zusammenschlüssen und Eingliederungen von Gemeinden vom 20. Januar 1971. In: Der Hessische Minister des Inneren (Hrsg.): Staatsanzeiger für das Land Hessen. 1971 Nr. 6, S. 248, Abs. 3 (Online beim Informationssystem des Hessischen Landtags [PDF; 6,2 MB]).
6. ↑  Statistisches Bundesamt (Hrsg.): Historisches Gemeindeverzeichnis für die Bundesrepublik Deutschland. Namens-, Grenz- und Schlüsselnummernänderungen bei Gemeinden, Kreisen und Regierungsbezirken vom 27.5.1970 bis 31.12.1982. W. Kohlhammer, Stuttgart / Mainz 1983, ISBN 3-17-003263-1, S. 409, 411 (Statistische Bibliothek des Bundes und der Länder [PDF; 41,1 MB]).
7. ↑  Hauptsatzung. (PDF; 171 kB) § 6. In: Webauftritt. Stadt Volkmarsen, abgerufen im September 2020.
8. ↑  Verdacht bestätigt sich: Die Tat in Volkmarsen war eine Amokfahrt, hna.de, 26. Februar 2020
9. ↑  hessenschau de, Frankfurt Germany: Auto-Attacke auf Rosenmontagsumzug: 154 Verletzte in Volkmarsen und die Frage nach dem Warum. 17. März 2020, abgerufen am 20. März 2020 (deutsch).
10. ↑  Anna Fischhaber: Was wir wissen - was wir nicht wissen. In: Süddeutsche Zeitung. 25. Februar 2020, abgerufen am 25. Februar 2020.
11. 1 2  
Bevölkerung nach Staatsangehörigkeit (Gruppen): Stadt Volkmarsen. In: Zensus 2011. Statistisches Bundesamt, abgerufen im Januar 2024.
12. 1 2  Hessisches Statistisches Informationssystem (Memento des Originals vom 11. September 2019 im Internet Archive)  Info: Der Archivlink wurde automatisch eingesetzt und noch nicht geprüft. Bitte prüfe Original- und Archivlink gemäß Anleitung und entferne dann diesen Hinweis. In: Statistik.Hessen.
13. 1 2  Ausgewählte Daten über Bevölkerung und Haushalte am 9. Mai 2011 in den hessischen Gemeinden und Gemeindeteilen. (PDF; 1,1 MB) In: Zensus 2011. Hessisches Statistisches Landesamt, S. 50 und 107, archiviert vom Original (nicht mehr online verfügbar) am 27. Oktober 2020.
14. 1 2 3  Volkmarsen, Landkreis Waldeck-Frankenberg. Historisches Ortslexikon für Hessen. (Stand: 15. August 2019). In: Landesgeschichtliches Informationssystem Hessen (LAGIS).
15. ↑  Haushalstplan 2020. Wohnbevölkerung und Gebietsgröße. In: Webauftritt. Stadt Volkmarsen, S. 2, abgerufen im September 2020.
16. 1 2  Ausgewählte Strukturdaten über die Bevölkerung am 9. Mai 2011 in den hessischen Gemeinden. (PDF; 1,2 MB) In: Zensus2011. Hessisches Statistisches Landesamt, S. 133, archiviert vom Original (nicht mehr online verfügbar) am 25. September 2021.
17. ↑  Artikel in der Jüdischen Allgemeine vom 4. Juli 2014
18. ↑  Ergebnis der Gemeindewahl am 14. März 2021. Hessisches Statistisches Landesamt, abgerufen im April 2021.
19. ↑  Ergebnis der Gemeindewahl am 6. März 2016. Hessisches Statistisches Landesamt, archiviert vom Original (nicht mehr online verfügbar); abgerufen im April 2016.
20. ↑  Ergebnis der Gemeindewahl am 27. März 2011. Hessisches Statistisches Landesamt, archiviert vom Original (nicht mehr online verfügbar); abgerufen im April 2011.
21. ↑  Ergebnis der Gemeindewahl am 26. März 2006. In: Webauftritt. Hessisches Statistisches Landesamt, archiviert vom Original (nicht mehr online verfügbar); abgerufen im April 2006.
22. ↑  Unabhängige Liste Volkmarsen
23. ↑  Gremien: Magistrat
24. 1 2  Hendrik Vahle: Über mich - HNA, 6. März 2022: Bürgermeister in Volkmarsen wird Hendrik Vahle (Memento vom 2. September 2022 im Internet Archive)
25. 1 2  HNA, 31. August 2022: Bürgermeister Hartmut Linnekugel sagt nach 24 Jahren Adieu (Memento vom 2. September 2022 im Internet Archive)
26. ↑  Votemanager: Bürgermeisterwahl Stadt Volkmarsen 2022
27. ↑  Hessisches Statistisches Landesamt: Direktwahlen in Volkmarsen (Memento vom 2. August 2016 im Internet Archive); Hinweis: nur Einzelergebnis 2016 ist archiviert
28. ↑  Votemanager: Wahltermine Stadt Volkmarsen, seit 1997; Hinweis: Bürgermeisterwahlen 2004 sind nicht aufbereitet
29. ↑  Ein Spaziergang durch Volkmarsen. Buvin, Borgentreich-Borgholz 2009, ISBN 978-3-945706-09-1.
30. ↑  Geschichts- und Heimatmuseum Volkmarsen e. V.: Museum Volkmarsen. Abgerufen am 15. März 2021.
31. ↑  Website des Arbeitskreises Rückblende – Gegen das Vergessen e. V.
32. ↑  Webseite des „Nationalen GeoParks GrenzWelten! – Geostationen“
33. ↑  Einzigartiges jüdisches Ritualbad in Volkmarsen entdeckt. In: Hessische/Niedersächsische Allgemeine. Abgerufen am 13. Dezember 2013.
34. ↑  „Verein für Computergenealogie e. V.“ zu Sanitätsrat Dr. med. Franz Josef SCHERF